# Illhaeusern
Illhaeusern (wym. [ilɔiˈzəʁn]) – miejscowość i gmina we Francji, w regionie Grand Est, w departamencie Górny Ren.
Według danych na rok 1990 gminę zamieszkiwało 578 osób, 55 os./km².